# Escholzmatt-Marbach
Escholzmatt-Marbach ist eine politische Gemeinde im Wahlkreis Entlebuch des Kantons Luzern in der Schweiz. Die neue Gemeinde entstand per 1. Januar 2013 aus den bestehenden Gemeinden Escholzmatt und Marbach.

## Geographie
Die Gemeinde liegt im oberen Entlebuch am Übergang zum Emmental und wird von der Ilfis und von der Weissemme durchflossen. Die Ilfis verlässt die Gemeinde beim Ortsteil Wiggen nordwestwärts in Richtung Emme, die Weissemme fliesst nordostwärts in Richtung Kleine Emme.
Die Gemeinde ist mit einer Fläche von über 100 km² nach Flühli die zweitgrösste im Kanton Luzern.
Die Nachbargemeinden von Escholzmatt-Marbach sind im Nordwesten und Norden Trub (Kanton Bern), im Nordnordosten Romoos, im Nordosten Schüpfheim, im Osten Flühli, im Süden Schangnau (Kanton Bern) und im Südwesten Eggiwil (Kanton Bern).
Der höchste Punkt der Gemeinde ist mit 2092 m ü. M. der Gipfel Hängst der Schrattenfluh.

## Bevölkerung
Quelle: Bundesamt für Statistik; 1850 bis 2000 Volkszählungsergebnisse, 2010 ESPOP, seit 2011 STATPOP

### Sprachen
Die Bevölkerung benutzt als Alltagssprache eine hochalemannische Mundart. Die Unterschiede zwischen dem örtlichen Dialekt und dem der Stadt Luzern sind allerdings beträchtlich. Bei der letzten Volkszählung im Jahr 2000 gaben 95,04 % Deutsch, 1,73 % Albanisch und 0,96 % Serbokroatisch als Hauptsprache an.

### Religionen – Konfessionen

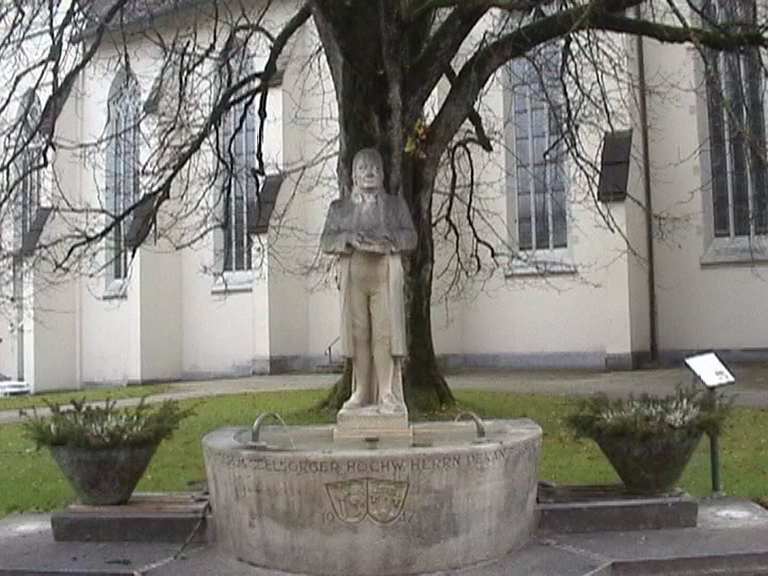
Der Pfarrer-Stalder-Brunnen in Escholzmatt

Früher war die gesamte Bevölkerung Mitglied der römisch-katholischen Kirche. Weniger durch Kirchenaustritte – im heute noch recht strenggläubigen Entlebuch – als durch Zuwanderung aus anderen Regionen der Schweiz und dem Ausland hat sich dies geändert. Heute (Stand 2000) gibt es 78,41 % römisch-katholische, 10,96 % evangelisch-reformierte, 0,93 % orthodoxe und 0,53 % freikirchliche Christen. Daneben findet man 2,45 % Muslime, 1,64 % Konfessionslose und 1,15 % Angehörige anderer nichtchristlicher Bekenntnisse (meist Hindus). Die Muslime sind herkunftsmässig Albaner aus dem Kosovo und wenige Bosniaken; die Orthodoxen Serben und Montenegriner und die Hindus Tamilen aus Sri Lanka.

### Herkunft – Nationalität
Ende 2022 zählte die Gemeinde 4405 Einwohner. Davon waren 4162 Schweizer Staatsangehörige und 243 (= 5,5 %) Menschen anderer Staatsangehörigkeit. Die grössten einzeln ausgewiesenen Zuwanderergruppen kommen aus Deutschland (74 Menschen), dem Kosovo (24), Portugal (8), Italien (6) und Serbien (5).

## Geschichte

### Escholzmatt
Die Besiedlung des Amtes Entlebuch erfolgte im Vergleich zu anderen Regionen verhältnismässig spät. Die älteste urkundlich erhaltene Nennung des Ortsnamens als askolvismatten datiert auf das Jahr 1160.
Das ehemalige Gemeindewappen zeigt einen Turm auf grünem Dreiberg mit flankierenden Kreuzen. Es erinnert an die ehemalige habsburgische Herrschaft und stützt sich auf eine Burgfeste, die entweder auf dem Hinderchnubel oder in Wiggen stand. Die Kreuze stellen den Bezug zu den Deutschrittern von Sumiswald her.
Als nach dem Ende des Dreissigjährigen Krieges die Wirtschaft einbrach, wehrten sich die Entlebucher gegen die strenge städtische Herrschaft. In diesem Bauernkrieg von 1653 war der Escholzmatter Christian Schybi der militärische Führer. Als der Aufstand im Entlebuch und Emmental kläglich scheiterte, bezahlte Schybi seine Führungsrolle mit dem Leben. Ein Denkmal auf dem Dorfplatz hält das Andenken an Christian Schybi und Hans Emmenegger, einer seinen Mitstreiter, wach.
Ein weiteres Denkmal, das auf der Wasserscheide der Kleinen und der Grossen Emme liegt, erinnert an Franz Joseph Stalder (1757–1833), einen ehemaligen Pfarrer von Escholzmatt. Er gilt als wichtige Persönlichkeit der Schweizer Kulturgeschichte und als Begründer der deutschschweizerischen Dialektologie.

### Marbach
Ums Jahr 1290 geriet Marbach unter die Herrschaft der Habsburger, während es vorher im Besitz der Freiherren von Wolhusen gewesen war. Die niedere Gerichtsbarkeit übte lange die Benediktinerabtei Trub aus. Die Ortschaft wird erstmals im Habsburger Urbar 1306 als Marpach namentlich erwähnt. Wegen der Abhängigkeit von habsburgischen Vögten versuchte sich das Entlebuch freizukaufen. Insbesondere der Landvogt Peter von Thorberg machte sich bei den freiheitsliebenden Bauern unbeliebt. Die Entlebucher verburgrechteten sich 1385 ein erstes, am 13. März 1396 ein zweites Mal mit der Stadt Luzern. Mit Ausnahme der Gemeinden Escholzmatt und Marbach kam das Entlebuch im Jahr 1405 endgültig unter luzernische Herrschaft. Marbach, Escholzmatt und Trub gehörten zum Landgericht Ranflüh. Da die Stadt Bern im Jahr 1408 die Gerichtsbarkeit über das Landgericht Ranflüh erworben hatte, pochten sowohl Luzern wie Bern auf ihr Besitzrecht an Marbach. Beide Städte legten ihren Streit erst mit dem Vertrag der Völligen Richtung im Jahr 1470 bei. Trub fiel an Bern – Escholzmatt und Marbach ans Entlebuch und somit an Luzern. Bis 1798 bildeten die letzteren Gemeinden das sogenannte obere Entlebuch. Von 1798 bis 1803 gehörte die Gemeinde zum Distrikt Schüpfheim, seither zum damals neu geschaffenen Amt Entlebuch.

## Politik

### Gemeinderat
Der Gemeinderat Escholzmatt-Marbach besteht aus fünf Mitgliedern und ist wie folgt aufgestellt (Stand März 2024):
- Beat Duss (Die Mitte): Gemeindepräsident
- Pius Kaufmann (Die Mitte): Gemeindeammann
- Daniel Portmann (FDP): Sozialvorsteher
- Ruedi Gerber (FDP)
- Jeannette Riedweg-Lötscher (Die Mitte)

### Kantonsratswahlen
Bei den Kantonsratswahlen 2023 des Kantons Luzern betrugen die Wähleranteile in Escholzmatt-Marbach: Mitte (einschliesslich Junge Mitte) 50,79 %, SVP (einschliesslich Junge SVP) 35,19 %, FDP 8,52 %, SP 3,72 % und Grüne 1,78 %.
Die Mitte konnte ihre Vorherrschaft zementieren und legte um 2 % zu. Die SVP geht als Wahlgewinnerin hervor und kann 5,9 % zulegen. Die FDP fuhr mit minus 7,7 % ihr historisch schlechtestes Resultat ein und kommt nur noch auf einen einstelligen Wähleranteil. Die anderen Parteien sind in Escholzmatt-Marbach nahezu bedeutungslos. Mit Pius Kaufmann hatte die Gemeinde weiterhin Einsitz im Luzerner Kantonsparlament.

### Nationalratswahlen
Bei den Schweizer Parlamentswahlen 2023 betrugen die Wähleranteile in Escholzmatt-Marbach: Mitte 50,3 %, SVP 35,1 %, FDP 7,6 %, SP 2,6 %, GPS 1,5 %, glp 0,7 %, übrige 2,1 %.

## Verkehr
Escholzmatt-Marbach liegt an der Bahnlinie Luzern–Bern.

## Sehenswürdigkeiten

### Escholzmatt
Das Dorf Escholzmatt ist als Ortsbild von nationaler Bedeutung eingestuft. Besonders erwähnenswert sind die grosse neugotische Pfarrkirche St. Jakob und das Mettlenquartier. Speziell ist auch der Schybi-Stein, welcher vor der Dorfkirche steht. Er steht zum Gedenken an den im Bauernkrieg von 1653 hingerichteten Bauernführer Christian Schybi. Weitere Denkmäler siehe auch unter Geschichte.

### Marbach
Neben der Barockkirche aus dem 18. Jahrhundert verfügt das Dorf Marbach auch über einige schöne Häuser im typischen voralpinen Stil. Ferner gibt es einen Kreuzweg, der zu einer der heiligen Stätte von Lourdes nachgebildeten Grotte der Jungfrau Maria führt. Die Marbachegg und das UNESCO-Biosphärenreservat Entlebuch-Schrattenfluh sind attraktive Ausflugsziele.

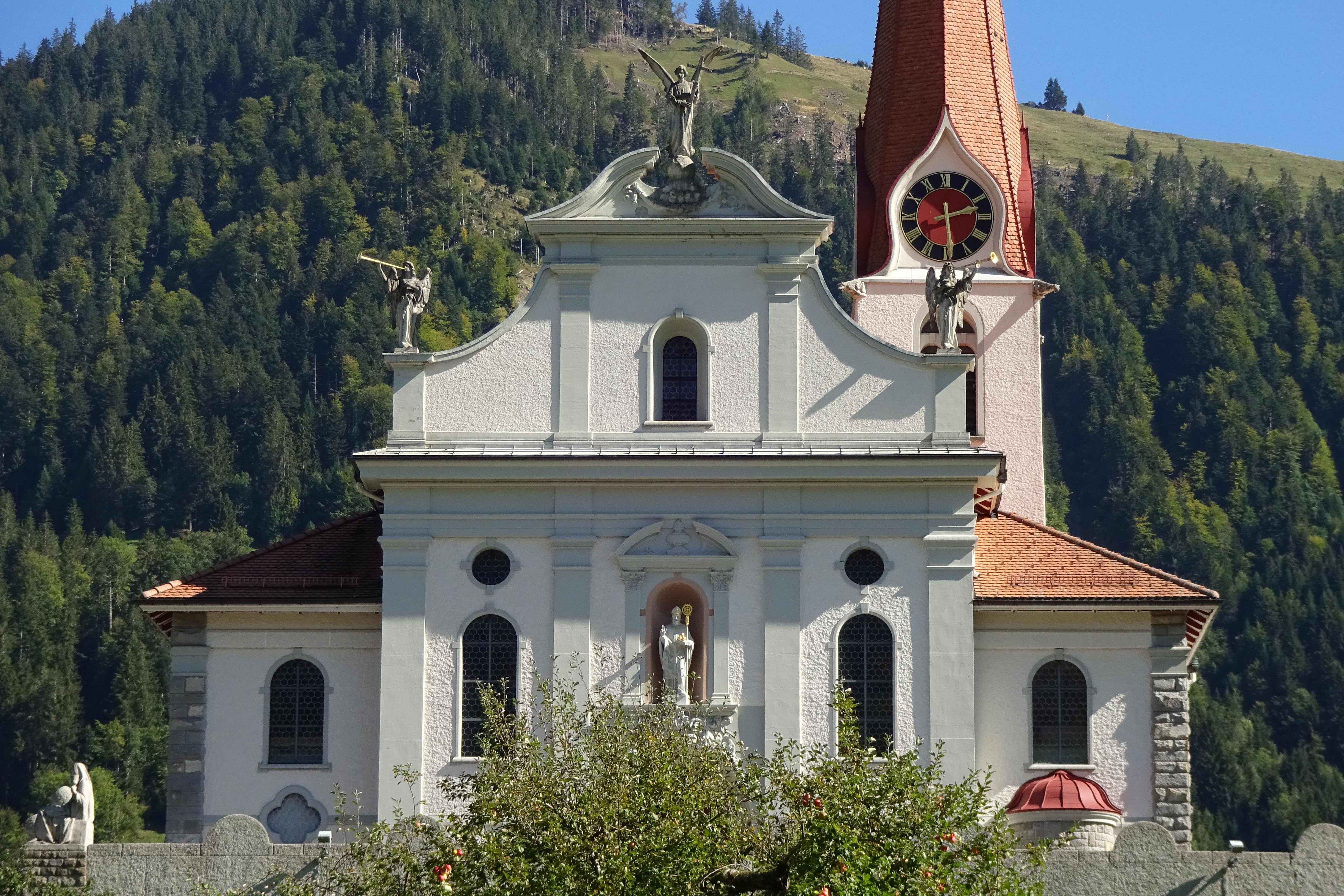
Marbach – Pfarrkirche St. Nikolaus: Hauptfassade von Westen

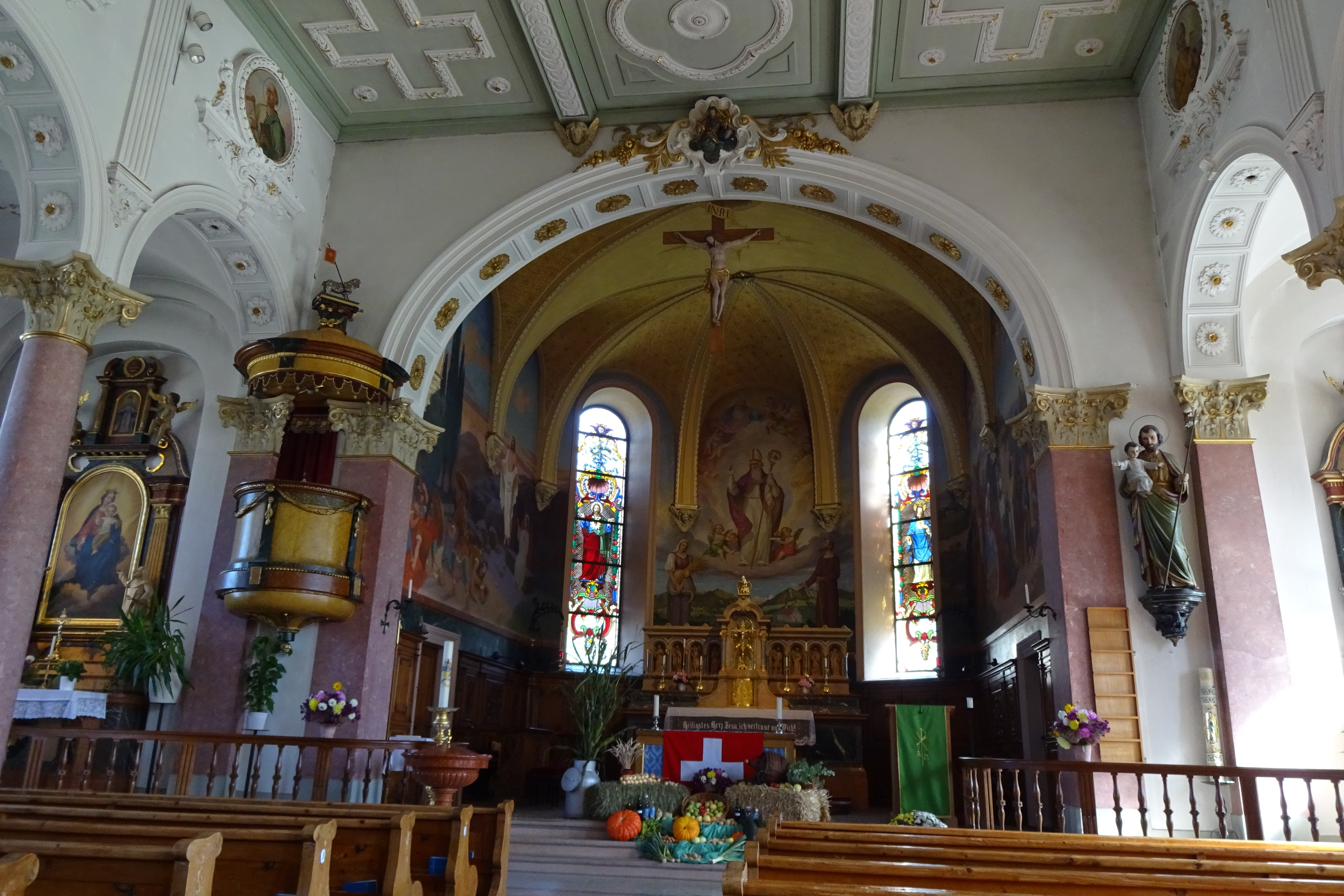
Marbach – Pfarrkirche St. Nikolaus: Innenansicht, Blickrichtung Chor

## Persönlichkeiten
- Maria Herrmann-Kaufmann (1921–2008), Kunstmalerin
- Albert Benz (1927–1988), Komponist und Dirigent
- Josef «Sepp» Haas (1937–2024), Skilangläufer und -trainer sowie Politiker
- Franz Stadelmann (* 1942), Jodler, Komponist und Volksmusikant
- Otto Keller (* 1942), 1972–1992 Nationalmannschaftsmitglied Pistole 25 m, WM 1978 u. 1990 Team-Bronze
- Stefan Wiesner (* 1961), Koch
- Pius Kaufmann (* 1971), Politiker
- Reto Stadelmann (* 1977), Komponist und Dirigent

## Besonderheiten
In Escholzmatt-Marbach gab es 2017 insgesamt 272 Landwirtschaftsbetriebe. In keiner anderen Schweizer Gemeinde gibt es mehr Landwirtschaftsbetriebe als in Escholzmatt-Marbach. Per 30. April 2021 lebten dort 7500 Rinder, so viel wie in keiner anderen Schweizer Gemeinde. Bis Ende 2024 sank der Rinder-Bestand auf 7077, womit Escholzmatt-Marbach nach wie vor die Gemeinde mit den meisten Rindern in der Schweiz ist, gefolgt von Val-de-Travers (6099 Rinder) und Nesslau (mit 5622).

## Weblinks

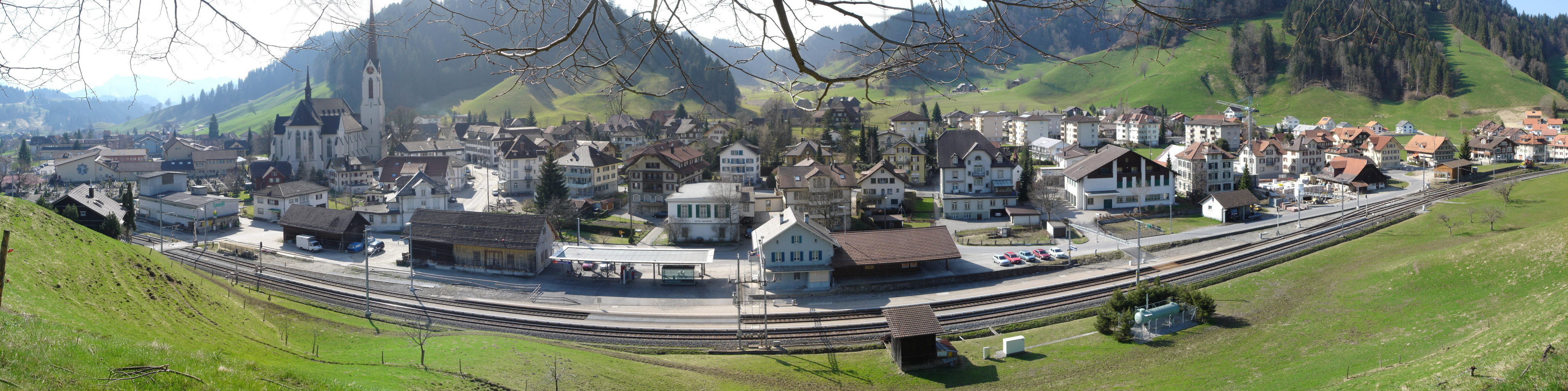
Panorama von Escholzmatt